# Station Wrocław Zakrzów
Station Wrocław Zakrzów is een spoorwegstation in de Poolse plaats Wrocław.